# Provincie Čikugo

Mapa japonských provincií se zvýrazněnou provincií Čikugo

Provincie Čikugo (japonsky: 筑後国; Čikugo no kuni) byla stará japonská provincie ležící na ostrově Kjúšú. Sousedila s provinciemi Higo, Bungo, Čikuzen a Hizen. Na jejím území se dnes rozkládá jižní část prefektury Fukuoka.
Starobylé hlavní město provincie se nacházelo nedaleko současného města Kurume. Během období Edo byla provincie rozdělena na dvě léna: klan Tačibana měl v držení jižní léno v Janagawě a klan Arima severní léno v Kurume. 